# ص
ﺹ（サード, صاد）はアラビア文字の14番目に位置する文字。咽頭化または軟口蓋化された無声歯茎摩擦音 (/ᵴ/ または /sˤ/）を表す。

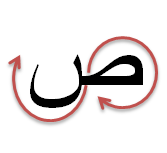
単独形の筆順

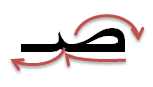
語頭形の筆順

フェニキア文字から受け継がれた22個の文字の一つ。ヘブライ文字の צ に対応する。この文字の起源はよく分かっていないが、アラビア語のサード（صاد）は「狩る」という意味である。

## 符号位置
| 文字 | Unicode | JIS X 0213 | 文字参照          | 名称   |
| ---- | ------- | ---------- | ----------------- | ------ |
| ﺹ    | U+FEB9  | ‐          | &#xFEB9; &#65209; | サード |